# Claudia Kurver
Claudia Kurver (* 2. Mai 1984 in Halle/Saale) ist eine deutsche Musikerin, Sängerin, Songwriterin und Komponistin. Sie ist bekannt für ihre musikalische Vielfalt und ihre Engagements in verschiedenen Musikprojekten, insbesondere als ehemalige Frontfrau der Heavy-Metal-Band „Mental Defect“ und als Solokünstlerin mit ihrer gleichnamigen Band.

## Frühes Leben und Einflüsse
Claudia Kurver wurde am 2. Mai 1984 in Halle/Saale geboren. Ihr Vater hatte einen bedeutenden Einfluss auf ihren Musikgeschmack, indem er ihr Bands wie AC/DC und die Scorpions näher brachte. Als Teenager erweiterte sie ihren musikalischen Horizont durch Bands wie Marilyn Manson, HIM, VNV Nation und Covenant. Durch ihre Mitgliedschaft in einer Tanzgruppe im Karnevalsverein entdeckte sie auch ihre Liebe zu EDM, Pop und Schlager.

## Musikalische Karriere

### Mental Defect (2009–2017)
Von 2009 bis 2017 war Kurver die Frontfrau der Heavy-Metal-Band „Mental Defect“. Die Band veröffentlichte während ihrer aktiven Zeit die Alben „Longplayer“ und „Lost in the Sense of Time“.

### Sonorus7 (2017–2019)
Nach der Auflösung von „Mental Defect“ gründete Kurver gemeinsam mit der Musikerin und Multimediakünstlerin Liss Eulenherz das Dark-Synth-Pop Duo „Sonorus7“. Ihr erstes Album „Acid-Pops“ wurde über das Label „Danse Macabre Records“ veröffentlicht. Das Duo gewann mit ihrer ersten Single „Wasteland“ den Bandcontest des Musik-Magazins „Sonic Seducer“, bevor sie sich aufgrund musikalischer Differenzen auflösten.

### Solo-Karriere (2021 bis heute)
Im Sommer 2021 begann Claudia Kurver ihre Solo-Karriere mit Gründung ihrer gleichnamigen Band. Neben Claudia am Gesang, gehören Marco „Fox“ Grünwald (ehem. Mental Defect), Daniel Korzin an der Leadgitarre (ebenfalls ehem. Mental Defect), Jan David an der Rhythmus-Gitarre und Tom Zwinzscher an den Drums zur Band. Seit Gründung arbeitet die Band mit den Produzenten Frank Kühnlein und Michael Danilak zusammen, die neben Claudia Kurver auch Künstler wie Jini Meyer und Extrabreit produzieren.
2022 veröffentlichte die Band ihre ersten beiden Singles „Unser Moment“ und „Ich glaub an Dich“. Ende 2022 begannen die Arbeiten am ersten Studioalbum „Leichtmetall“, mit den Singles „Wo ist die Zeit“ und „Lebenselixier“, welche bereits vor dem Album erschienen. Das Album Leichtmetall ist seit 3. November 2023 im Handel.
Im Oktober 2023 gab die Band ihre Bewerbung für den Eurovision Song Contest 2024 bekannt.
Am 16. Dezember 2023 wurde die Band mit dem Deutschen Rock & Pop Preis als „Beste Rock-Band 2023“ ausgezeichnet.

## Diskografie

### Singles
- 2022: Unser Moment (Megamix/ROBA)
- 2022: Ich glaub an Dich (Megamix/ROBA)
- 2023: Wo ist die Zeit (OneVision/Recordjet)
- 2023: Lebenselixier (OneVision/Recordjet)

### Alben
- 2023: Leichtmetall (OneVision/Recordjet)